# Photinoides mexicanus
Photinoides mexicanus là một loài bọ cánh cứng trong họ Đom đóm (Lampyridae). Loài này được McDermott miêu tả khoa học năm 1963.